# レイク郡 (コロラド州)
レイク郡（英: Lake County）は、アメリカ合衆国コロラド州の中央部西に位置する郡である。2010年国勢調査での人口は7,310人であり、2000年の7,8172人から6.4％減少した。郡庁所在地はレッドビル市（人口2,602人）であり、同郡で人口最大かつ唯一の都市でもある。レイク郡と隣接するイーグル郡の全体がエドワーズ小都市圏を構成している。レイク郡内にはコロラド州とロッキー山脈では最高峰である標高14,440 フィート (4401.2 m) のエルバート山がある。

## 歴史

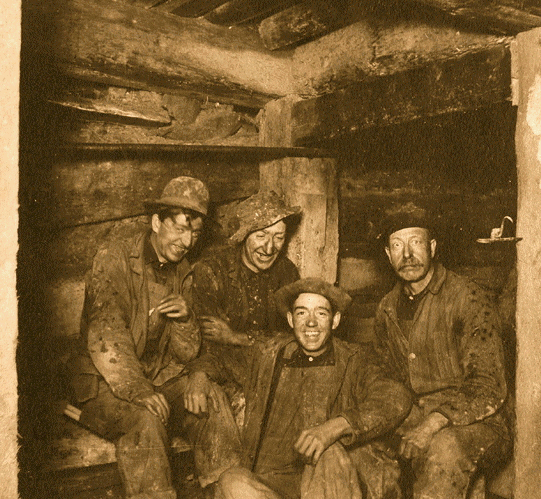
レッドビルの東にあるガーバット鉱山の中で休憩する坑夫達、1900年頃

レイク郡は1861年11月1日にコロラド準州によって創設された最初の17郡の１つである。最初の郡は全てそうだったが、レイク郡も現在の領域より大きなものであり、現領域の南と西に広がっていた。郡内にある双子の湖、ツインレイクスから郡名が採られた。
その後の長い間に徐々に面積が小さくなった。南東部が1866年にサグアチェ郡と1874年にヒンズデール郡に、南西部が同じく1874年にラプラタ郡と1876年にサンファン郡に、1877年には西部がユアレイ郡とガニソン郡に分割された。
その領域が小さくなるに連れて郡庁所在地も何度も変わった。1861年創設時はオロシティだったが、1863年からルーレット、1866年からデイトン、1868年からグラナイトと変遷した。
1878年の時点では現在のレイク郡とチャフィー郡を合わせた領域になっていた。1879年2月8日、コロラド州議会はレイク郡をカーボネイト郡と改名したが、ほんの2日間だけであり、2月10日にはチャフィー郡が分割され、残った北部領域がレイク郡と再度指定され、郡庁所在地を現在のレッドビルに置いた。

## 地理
アメリカ合衆国国勢調査局に拠れば、郡域全面積は383.90平方マイル (994.3 km2)であり、このうち陸地は376.89平方マイル (976.1 km2)、水域は7.01平方マイル (18.2 km2)で水域率は1.83％である。

### 隣接する郡
- イーグル郡 - 北
- サミット郡 - 北東
- パーク郡 - 東
- チャフィー郡 - 南
- ピトキン郡 - 西

## 人口動態
以下は2000年国勢調査による人口統計データである。
| 基礎データ - 人口: 7,812人 - 世帯数: 2,977 世帯 - 家族数: 1,914 家族 - 人口密度: 8人/km2（21人/mi2） - 住居数: 3,913軒 - 住居密度: 4軒/km2（10軒/mi2） 人種別人口構成 - 白人: 77.60% - アフリカン・アメリカン: 0.18% - ネイティブ・アメリカン: 1.25% - アジア人: 0.31% - 太平洋諸島系: 0.05% - その他の人種: 17.99% - 混血: 2.62% - ヒスパニック・ラテン系: 36.14% 年齢別人口構成 - 18歳未満: 26.9% - 18-24歳: 12.8% - 25-44歳: 33.1% - 45-64歳: 20.6% - 65歳以上: 6.6% - 年齢の中央値: 30歳 - 性比（女性100人あたり男性の人口） - 総人口: 115.8 - 18歳以上: 116.7 | 世帯と家族（対世帯数） - 18歳未満の子供がいる: 33.9% - 結婚・同居している夫婦: 50.7% - 未婚・離婚・死別女性が世帯主: 8.4% - 非家族世帯: 35.7% - 単身世帯: 26.3% - 65歳以上の老人1人暮らし: 5.6% - 平均構成人数 - 世帯: 2.59人 - 家族: 3.15人 収入と家計 - 収入の中央値 - 世帯: 37,691米ドル - 家族: 41,652米ドル - 性別 - 男性: 30,977米ドル - 女性: 24,415米ドル - 人口1人あたり収入: 18,524米ドル - 貧困線以下 - 対人口: 12.9% - 対家族数: 9.5% - 18歳未満: 15.6% - 65歳以上: 6.3% |

## 都市と町
- レッドビル - 郡庁所在地
- クライマックス
- レッドビルノース
- オロシティ
- ツインレイクス

## 歴史史跡

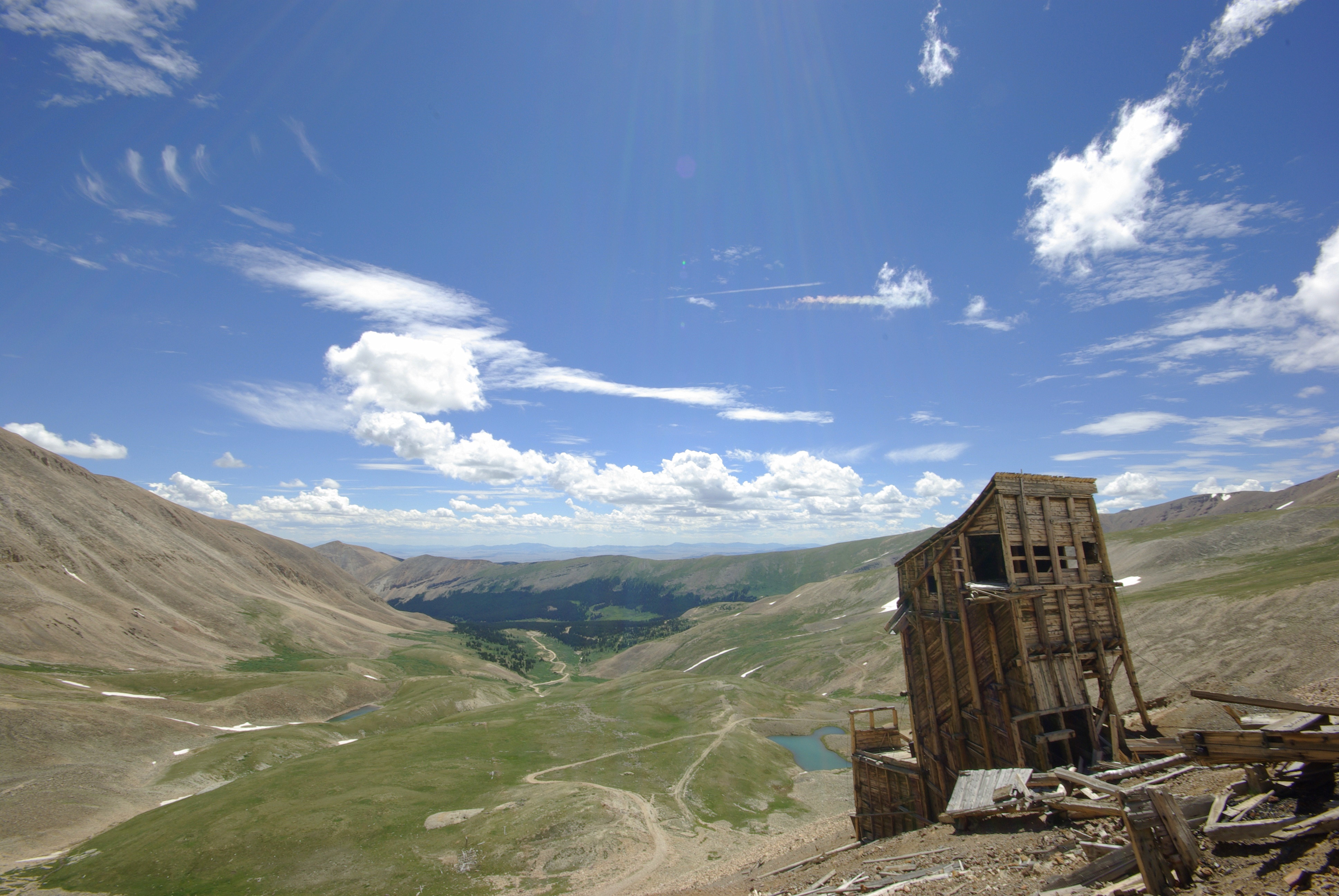
シャーマン山のヒルトップ鉱山、現在はハイカーや写真家を惹きつける観光地になっている

- ヒーリーハウス博物館とデクスター山小屋[6]
- レッドビル国立歴史地区

## レクリエーション地域
- アーカンザス川水源レクリエーション地域

## 国有林と原生地
- サンイザベル国立の森
- バッファローピークス原生地
- カレッジエイトピークス原生地
- ホリークロス原生地
- ハンター・フライングパン原生地原生地
- マッシブ山原生地

## トレイル
- アメリカン・ディスカバリー・トレイル
- コロラド・トレイル
- 大陸分水界国立景観トレイル
- ミネラルベルト国立レクリエーション・トレイル

## 景観道路
- トップ・オブ・ザ・ロッキーズ国立景観側道